# Volodímir Stelmaj
Volodímir Stelmaj (ucr. Володимир Стельмах; Oleksiivka, óblast de Sumy, 18 de enero de 1939) es un banquero, economista y político ucraniano. 
Sirvió como Gobernador del Banco Nacional de Ucrania entre el 21 de enero de 2000 y el 17 de diciembre de 2002; en un segundo mandato, se desempeñó en el cargo entre el 16 de diciembre de 2004 y el 23 de diciembre de 2010.

## Biografía
En 1967, Volodímir Stelmaj se graduó en el Instituto de Economía de Kiev, antes de comenzar una carrera en la banca. Es economista de profesión, (Candidato de Ciencias (doctor en Filosofía) en Economía).
De enero de 2000 a enero de 2003, Stelmaj cumplió su primer mandato como gobernador del Banco Nacional de Ucrania (BNU). Según el propio Stelmaj, uno de los principales iniciadores de su renuncia fue el entonces primer ministro de Ucrania, Anatoliy Kinaj, quien quería cubrir la falta de ingresos al presupuesto del Estado de 2002 imprimiendo más dinero. Como jefe del BNU, declaró que estaba categóricamente en contra de tal acción, porque sería un salto seguro hacia la inflación.
El 16 de diciembre de 2004, Stelmaj fue nombrado nuevamente como Gobernador del BNU.
En las elecciones parlamentarias de Ucrania de 2007, Stelmaj ocupó el puesto 28 en la lista electoral del Bloque Nuestra Ucrania-Autodefensa Popular. Pese a resultar electo, Stelmaj rechazó el cargo de diputado a la Rada Suprema en favor de mantener su cargo en el BNU.
En febrero de 2010 se le fue otorgada la Orden de Yaroslav El Sensato, segundo grado.